# Might & Magic Heroes Online
Might & Magic Heroes Online (русск. официал. Меч и Магия: Герои Онлайн) — условно-бесплатная браузерная пошаговая стратегическая компьютерная игра онлайн с ролевыми элементами от Ubisoft Entertainment и «Фабрика Онлайн», продолжение серии Heroes of Might and Magic (русск. «Герои Меча и Магии», разг. «Герои») в онлайн. Действия происходят в волшебном мире Меча и Магии — Асхане.
Игра вышла в 2014 году, в стадии открытого бета-тестирования, со временем развитие игры прекратилось и каких-либо глобальных изменений в игре не произошло. 31 октября 2020 года администрация объявила о закрытии проекта 31 декабря 2020 года.
Игра «Меч и Магия: Герои Онлайн» доступна на 5 языках, включая русский. Might & Magic Heroes Online построена по классическим канонам Heroes, при этом игра не требует скачивания и запускается непосредственно из браузера, что до этого не применялось в этой серии игр.
Игра располагается на двух серверах: RU1 (с русским интерфейсом и чатом) и общеевропейском (с различными интерфейсы и языками чата).

## Игры онлайн с похожими названиями (не путать)
- Некоторые издания иногда путают игру «Might & Magic Heroes Online» 2014 года выпуска с китайской игрой «Heroes of Might and Magic Online» 2008 года выпуска («китайская компания TQ Digital купила у Ubisoft права на создание Heroes of Might and Magic Online»[7]), так как их названия различаются лишь порядком слов.
- Существует также онлайн-игра Might and Magic: Heroes Kingdoms[англ.] («Меч и Магия: Герои. Королевства») 2009 года выпуска[7], которая также была разработана Ubisoft (см. её официальный сайт).